# Abramovka (Oblast' autonoma ebraica)
Abramovka (in lingua russa Абрамовка) è un centro abitato dell'Oblast' autonoma ebraica, situato nell'Oblučenskij rajon.